# Капарча
Капа́рча (груз. კაპარჭინა) — река в Грузии, у города Поти. Длина 7 км, площадь бассейна 535 км².
Начинается в болотистом лесу, принимает справа реку Черпалка. Вблизи устья принимает протоку из озера Палеостоми.

## История
В 1831 году Дюбау де Монпере, посетивший эти места, писал: «Капаръ-чай принимает в себя Малтавку и воды их текут вместе не более ста шагов».
13 января 1973 года в реке Капарча во время тренировочных сборов утонула олимпийская чемпионка Юлия Рябчинская. Лодка спортсменки перевернулась в ледяной воде при подходе спортсменов, принимавших участие в тренировочных заездах, к олимпийской базе.